# Tom Sims
Tom Sims (6 de diciembre de 1950 - 12 de septiembre de 2012) fue un atleta estadounidense. Campeón de Snowboard del Mundo (1983), Campeón de Skater del Mundo (1975) y fundador de Sims Snowboards y Sims Skateboards. Vivió en Santa Bárbara, California, desde 1971 hasta su muerte el 12 de septiembre de 2012.

## Historia
En 1963, inventó lo que él llamó un "skiboards", uno de los antepasados del snowboard, después de haber fracasado en su proyecto inicial de construir una tabla de skate personalizada. Nunca se presentó una licencia de su invención, y esto ha dado lugar a debates sobre el hecho de que sea o no, el inventor de la tabla de snowboard.
Desde 2006, la marca Sims Snowboards ha sido gestionado por Collective Licensing International, aunque Tom Sims seguía siendo muy activo en la empresa. Tom siguió personalmente involucrado en el diseño y prueba de la nueva tabla de snowboard y skateboard desarrollando equipos bajo la marca Sims hasta su muerte.
A Sims se le atribuye muchas de las innovaciones más importantes en el snowboard y el skate que incluye tanto el primer metal afilado de snowboard el primer snowboarding Half Pipe, el primer freestyle snowboard y el primer pro-model snowboard. También le acreditan a Sims la construcción y comercialización del primer longboards del mundo para skateboarding en 1975. No es sorprendente que un joven Tony Hawk montó patinetas Sims en la década de 1970.